# Кстенин, Вадим Юрьевич
Вадим Юрьевич Кстенин (род. 12 июня 1975, Саулкрасты, Латвийская ССР) — российский политик. Глава городского округа город Воронеж в 2018—2024 годах.

## Биография
В 1997 году окончил Воронежскую государственную архитектурно-строительную академию по специальности «автомобильные дороги и аэродромы».
В 1997—2008 годах работал на различных должностях в компании «Воронежнефтепродукт», входящей в структуру дочерних предприятий «Роснефти», в том числе исполнял обязанности генерального директора.
C 2008 года — чиновник администрации Воронежа и исполнительных органов Воронежской области.
С 17 января 2016 года — первый заместитель администрации Воронежа по городскому хозяйству. В связи с переходом на пост губернатора области Александра Гусева, сменившего ушедшего в отставку Алексея Гордеева, 25 декабря 2017 года Кстенин был назначен исполняющим обязанности главы городского округа Воронеж.
4 апреля 2018 года на заседании Воронежской гордумы был избран главой городского округа города Воронежа.
23 мая 2024 года заявил о скором уходе с поста мэра: 13 июня он ушёл в отпуск, после которого уже вышел на новую работу главой компании «РВК-Воронеж». Временно исполняющим обязанности главы города с 29 июня стал Сергей Петрин, который 28 августа избран мэром.